# Vannes-Saint-Pasquier
Vannes-Saint-Pasquier est un micro-quartier de la ville de Nantes, en France, compris dans le quartier Hauts-Pavés - Saint-Félix.

## Généralités
À des fins statistiques, l'INSEE subdivise les communes de plus de 10 000 habitants en IRIS, constituant des « micro quartiers », composés d'un ensemble d'îlots contigus et homogènes, regroupant 2 000 habitants ou plus. Dans le cas de Nantes, les 11 quartiers sont ainsi subdivisés en 97 micro-quartiers,. Vannes-Saint-Pasquier est l'un de ces micro-quartiers ; il fait partie du quartier Hauts-Pavés - Saint-Félix.
Vannes-Saint-Pasquier est limitrophe des micro-quartiers Procé à l'ouest, Hauts-Pavés au sud, Rennes-Bellamy à l'est, et Route de Vannes et Rond-point de Rennes au nord. En partant de son extrémité nord-est et dans le sens des aiguilles d'une montre, le quartier est délimité par le rond-point Lelasseur, les rues Casimir-Périer, Villebois-Mareuil, du Maine, Joyau, Alphonse-Daudet, Léon-et-Alphonse-Séché, de la Pelleterie, Charles-Monselet, la place Anatole-France, les boulevards Meusnier-de-Querlon et des Anglais, le rond-point de Vannes et le boulevard Lelasseur.
Le quartier tire son nom du rond-point de Vannes et de l'église Saint-Pasquier.

## Transports
Le quartier Vannes-Saint-Pasquier est traversé par la ligne 3 du tramway (arrêt Hauts-Pavés - Félix Faure).

## Édifices
Parmi les édifices érigés dans le quartier Vannes-Saint-Pasquier :
- Église Saint-Pasquier
- École primaire Léon-Say
- École primaire Saint-Jean-XXIII